# تغريد البشبيشي
"تغريد محمد أبو الإسعاد متولي البشبيشي"، مطربة وممثلة مصرية، ولدت في 17 نوفمبر 1944م.
كان والدها يعمل في إحدى شركات البترول، درست في مدارس فرنسية حتى المرحلة الثانوية، وشاركت في الغناء مع مرتلي كنيسة المدرسة، وباتت عضوة في بيت الشعب للموسيقى مع الموسيقار أحمد شفيق أبو عوف، والذي قدمها لفرقة المسرح الغنائي، وشاركت في 18 أوبريت (حمدان وبهانة، بدلة التشريفة، فرح حميدو، الشاطر حسن)، وانتقلت إلى المسرح الكوميدي حيث قدمت (عليوة ماركة مسجلة، سيب وأنا أسيب، عنبر الحب) كما شاركت في عدد من عروض مسرح الثقافة الجماهيرية، وشاركت في بطولة مسلسلات (سفر الأحلام، عطشان يا صبايا).

## من أعمالها
- المسرحيات:
  - رجل لكل بيت
  - مصيدة لرجل متزوج
  - محترم لمدة شهر
- التمثيليات التلفزيونية:
  - الطير المهاجر بدور سهام